# Seguidor solar

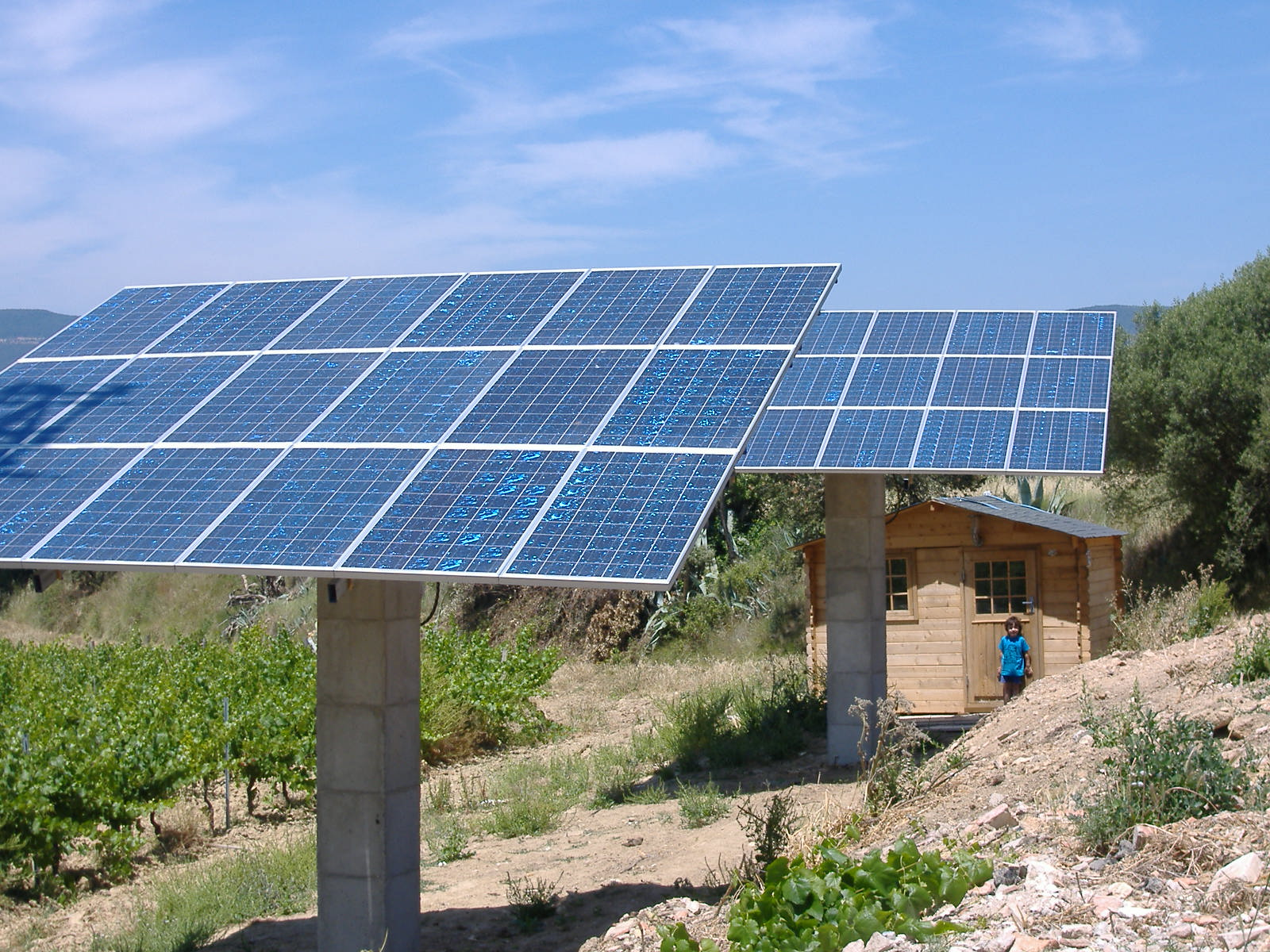
Seguidors solars [http://www.tracker.cat FEiNA

Un seguidor solar és un aparell que segueix el Sol i que pot tenir diferents utilitats. La principal aplicació és l'obtenció d'energia solar, ja sigui posant-hi panells fotovoltaics plans o de concentració, ja sigui posant-hi miralls perquè concentrin la llum a un punt per l'obtenció d'energia a alta temperatura.

## Seguidors de dos eixos
Perquè el seguidor pugui seguir amb precisió, cal que tingui dos eixos. La precisió és requerida per les aplicacions que concentren la llum solar, però per als panells plans no és necessària gaire precisió.
Hi ha principalment dos sistemes de seguiment. Un és mitjançant un microcontrolador que calcula la posició del Sol i el fa seguir. Un altre sistema és, a més de l'electrònica de control, posant-hi una sonda que detecta la llum del Sol i el segueix.
En el cas que al seguidor hi hagi plaques fotovoltaiques planes, l'augment de rendiment respecte a plaques fixes en la inclinació òptima, és del 28 al 38% anual per a quasi tot arreu del món.

## Seguidors d'un eix
Per a aplicacions que no cal precisió com la dels panells fotovoltaics, els seguidors d'un eix poden servir tot i que l'energia que es capta és inferior.

### Eix polar
L'eix està en direcció nord-sud i aproximadament paral·lel a l'eix de la Terra. La plataforma va d'est a oest. L'augment de rendiment respecte panells fixes, és del 23 al 33%.

### Eix vertical
La inclinació dels panells no es mou i el seguidor va d'est a oest passant pel sud. L'augment de rendiment és inferior, entre el 18 i el 26%.